# Глава шећера (Бразил)
Глава шећера (порт. Pão de Açúcar) је брдо у Рио де Жанеиру у заливу Гуанабара на полуострву које излази на океан. Глава шећера се издиже на 396 метара изнад мора. Назив је највјероватније добио од Тупи ријечи „Pau-nh-acuqua“ (високо брдо) која најзвучније одговара португалском „Pão de Açúcar“, сасвим другачијег значења, али у земљи у којој се шећер производи, више је смисла имала „глава шећера“ него „високо брдо“. Брдо је по свој саставу гранитно-кварцна стијена. Позната је такође и жичара која се пење на њен врх, капацитета 65 људи,  са рутом дугом 1.400 метара. Првобитна жичара је саграђена 1912. године.